# スタンダードに悲しくて
『スタンダードに悲しくて』（スタンダードにかなしくて）は、研ナオコの11枚目のオリジナルアルバム。
1983年9月21日発売。販売・発売元はキャニオン・レコード。規格品番は、C28A-0291（LPレコード）、28P-6258（CT）。

## 解説
前作『恋愛論』以来、3か月ぶりのオリジナルアルバムで、先行シングル「愛、どうじゃ。恋、どうじゃ。」をはじめ、翌1984年にリミックスが施された上でシングルカットされた「夜に蒼ざめて」を含んだ全10曲が収録されている。
2023年10月18日に初めてCD化され、同時に音楽配信も開始された。

## ベスト・アルバムの収録
2023年に初CD化されるまでは、以下の楽曲はCD化されてベスト・アルバムに収録されている。
| 曲名           | 収録作品                | 発売日         | 備考 |
| -------------- | ----------------------- | -------------- | ---- |
| Shall We Dance | 『Naoko Sings Ballads』 | 1987年12月16日 |      |
| 旅立つ男       | 『Naoko Sings Ballads』 | 1987年12月16日 |      |

## 収録曲

### LPレコード／コンパクトカセット
| #         | タイトル                         | 作詞       | 作曲       | 編曲      | 時間  |
| --------- | -------------------------------- | ---------- | ---------- | --------- | ----- |
| 1.        | 「夜に蒼ざめて」                 | 来生えつこ | 来生たかお | 甲斐正人  | 4:24  |
| 2.        | 「Shall We Dance」               | 岩谷時子   | 筒美京平   | 鷺巣詩郎  | 3:38  |
| 3.        | 「言いだせない恋」               | 秋元康     | 五十嵐浩晃 | 甲斐正人  | 3:53  |
| 4.        | 「愛、どうじゃ。恋、どうじゃ。」 | 森雪之丞   | 筒美京平   | 大村雅朗  | 3:11  |
| 5.        | 「レインな別れ」                 | 岡田冨美子 | 沢田研二   | 甲斐正人  | 3:00  |
| 合計時間: | 合計時間:                        | 合計時間:  | 合計時間:  | 合計時間: | 18:06 |

| #         | タイトル        | 作詞      | 作曲           | 編曲      | 時間  |
| --------- | --------------- | --------- | -------------- | --------- | ----- |
| 1.        | 「旅立つ男」    | 石黒ケイ  | 石黒ケイ       | 石川鷹彦  | 4:05  |
| 2.        | 「不良娼女」    | 福島邦子  | 福島邦子       | 甲斐正人  | 3:13  |
| 3.        | 「Lonely Star」 | 三浦徳子  | 筒美京平       | 大村雅朗  | 3:03  |
| 4.        | 「谷間の百合」  | 三浦徳子  | 網倉一也       | 鷺巣詩郎  | 3:35  |
| 5.        | 「夜の錨」      | 芹沢類    | 鈴木キサブロー | 石川鷹彦  | 2:55  |
| 合計時間: | 合計時間:       | 合計時間: | 合計時間:      | 合計時間: | 16:51 |

### CD／音楽配信
| #         | タイトル                         | 作詞       | 作曲           | 編曲      | 時間  |
| --------- | -------------------------------- | ---------- | -------------- | --------- | ----- |
| 1.        | 「夜に蒼ざめて」                 | 来生えつこ | 来生たかお     | 甲斐正人  | 4:24  |
| 2.        | 「Shall We Dance」               | 岩谷時子   | 筒美京平       | 鷺巣詩郎  | 3:38  |
| 3.        | 「言いだせない恋」               | 秋元康     | 五十嵐浩晃     | 甲斐正人  | 3:53  |
| 4.        | 「愛、どうじゃ。恋、どうじゃ。」 | 森雪之丞   | 筒美京平       | 大村雅朗  | 3:11  |
| 5.        | 「レインな別れ」                 | 岡田冨美子 | 沢田研二       | 甲斐正人  | 3:00  |
| 6.        | 「旅立つ男」                     | 石黒ケイ   | 石黒ケイ       | 石川鷹彦  | 4:05  |
| 7.        | 「不良娼女」                     | 福島邦子   | 福島邦子       | 甲斐正人  | 3:13  |
| 8.        | 「Lonely Star」                  | 三浦徳子   | 筒美京平       | 大村雅朗  | 3:03  |
| 9.        | 「谷間の百合」                   | 三浦徳子   | 網倉一也       | 鷺巣詩郎  | 3:35  |
| 10.       | 「夜の錨」                       | 芹沢類     | 鈴木キサブロー | 石川鷹彦  | 2:55  |
| 合計時間: | 合計時間:                        | 合計時間:  | 合計時間:      | 合計時間: | 34:57 |

## 楽曲解説

### SIDE A
1. 夜に蒼ざめて
  - 後に34thシングルとして、リミックスが施されてシングルカットされた。
2. Shall We Dance
3. 言いだせない恋
4. 愛、どうじゃ。恋、どうじゃ。
  - 32ndシングル。
  - 研ナオコ本人が出演したコーセー化粧品『美粒子ファンデーション』秋のキャンペーン・ソング
5. レインな別れ

### SIDE B
1. 旅立つ男
  - 33rdシングル「泣かせて」のB面曲としてシングルカットされた。
2. 不良娼女
3. Lonely Star
  - 32ndシングル「愛、どうじゃ。恋、どうじゃ。」のB面曲。
4. 谷間の百合
5. 夜の錨